# Estádio de Atletismo Célio de Barros
Estádio de Atletismo Célio de Barros é um estádio que faz parte do Complexo Esportivo do Maracanã, na cidade do Rio de Janeiro. No local, eram disputadas provas de atletismo. Inaugurado em 1974 com arquibancada de madeira e pista de terra, foi reformado extensivamente para acomodar necessidades competitivas, como pistas de material sintético. Foi sede de um meeting internacional entre 1996 e 2001, bem como o Troféu Adhemar Ferreira da Silva e o Troféu Brasil de Atletismo, só começando a receber menos competições depois da inauguração do Engenhão, em 2007. Seu nome vem de Célio de Barros, fundador do Sport Club Brasil.
O estádio foi fechado em 2013, e segundo o projeto original do Rio para receber a Copa de 2014 e as Olimpíadas de 2016, iria ser demolido, com planos de usar o espaço para expandir o estacionamento do Maracanã e construir um novo estádio do outro lado da linha férrea, perto da Quinta da Boa Vista. Mas após questionamentos da necessidade da demolição por atletas que ainda treinavam no lugar, o governo do estado do Rio decidiu apenas reformar o lugar, a um custo estimado de cerca de R$ 7,5 milhões. Logo após o fechamento, foi utilizado como almoxarifado das obras do Maracanã, e após a Copa de 2014, uma parte descampada que mais tarde seria concretada passou a ser usada como palco de eventos, festas particulares e até estacionamento para os jogos de futebol. Em 2018, o estádio e seus arredores estavam abandonados e cheios de lixo.
Em 11 de maio de 2019, após uma limpeza e restauração, o estádio foi reaberto, recuperando a pista de aquecimento de 100 metros, as arquibancadas, e um auditório, com planos de também reformar a pista de competição de 400 metros. As salas internas do Célio de Barros passaram a ser ocupadas por algumas federações esportivas, associações de treinadores e programas sociais do Governo do Estado. Porém a área de treino foi fechada depois de pouco tempo, e durante a pandemia de COVID-19 o espaço foi usado como hospital de campanha e posto de vacinação. Em 2023 haviam planos de reformar o estádio ao custo de R$35 milhões, dependendo de uma licitação. Os planos incluem a reforma de toda a edificação, que além de abandonada sofreu bastante depredação e vandalismo, acrescentando uma nova pista de corrida com nove raias, revitalização da pista de aquecimento interna, novas arquibancadas com 40 refletores e iluminação de LED, e a construção de um museu. Um apoiador foi o Botafogo, que visava relocar a pista de atletismo do Engenhão para o Célio de Barros. Em 2025, o exterior do Célio de Barros foi tornado em vagas do estacionamento do Maracanã pelo consórcio que geria o estádio de futebol, mesmo que sem autorização do IPHAN já que a área do complexo é tombada.